# Бессарабская область
Бессарабская область — административно-территориальная единица на юго-западе Российской империи.

## История
Образована на территории Бессарабии, присоединённой к России по Бухарестскому миру 1812. Название Бессарабская область официально закреплено «Правилами временного управления Бессарабией», вступившими в силу в марте 1813.
После Крымской войны 1853-56 по Парижскому миру 1856 от Бессарабской области отторгнуты Измаильское градоначальство (отошло к Молдавскому княжеству) и дельта Дуная (части Аккерманского и Кагульского уездов). В 1857-58 существовал Комратский уезд. 28.10(9.11).1873 Бессарабская область преобразована в Бессарабскую губернию.

## Административное деление
Согласно «Правилам временного управления Бессарабией» Бессарабская область делилась на 12 цинутов (уездов): Аккерманский, Бендерский, Гречанский, Измаильский, Каушанский, Килийский, Кодринский, Орхейский, Сорокский, Томаровский, Хотарничанский, Хотинский. Фактически было создано только 9 цинутов: Бендерский, Гречанский, Кодрский, Оргеевский (центр — г. Кишинёв), Сорокский, Томаровский (центр — г. Измаил), Хотарничанский, Хотинский, Ясский (центр — местечко Фалешты). Центр — г. Кишинёв. Площадь св. 44,3 тыс. км² (после 1856 — св. 39 тыс. км²). Население ок. 586 тыс. чел. (1824), св. 1 млн чел. (1858).
По «Уставу образования Бессарабской области», утверждённому 29.4(11.5).1818. Бессарабская область разделена на 6 уездов: Аккерманский, Бендерский, Измаильский, Оргеевский (центр — Кишинёв), Хотинский, Ясский (центр — г. Бельцы). Это административное деление подтверждено «Учреждением для управления Бессарабской областью», утверждённым императором Николаем I 29.2(12.3).1828.
По Адрианопольскому миру 1829 в состав Бессарабской области включена дельта Дуная. В 1830-56 существовало Измаильское градоначальство, в связи с образованием которого в Бессарабской области создан Леовский (с 1835 Кагульский) уезд. В 1835 Оргеевский уезд переименован в Кишинёвский, одновременно созданы Оргеевский (центр — г. Оргеев) и Сорокский уезды.

## Население
После присоединения Бессарабии к Российской империи усилился приток на её территорию иностранных колонистов, созданы многочисленные немецкие, болгарские, швейцарские колонии (преимущественно в 1-й пол. 19 в.).